# Alice Guy
Alice Guy o Alice Guy-Blaché (Saint-Mandé, 1 de juliol de 1873 - Mahwah, Nova Jersey, 24 de març de 1968), directora de cinema francesa, històricament va ser la primera persona a tot el món a exercir aquest ofici, i inventora de la ficció cinematogràfica i del cinema narratiu.
Va ser pionera en l'ús dels efectes especials, la ciència-ficció fílmica, els càstings interracials, el llenguatge cinematogràfic (plans, il·luminació, attrezzo, muntatge, caracterització...) i fundadora del que més endavant s'ha considerat la professió de productor executiu.
Amb la càmera Demeny-Gaumont, el 1896 Alice Guy va combinar imatges en moviment i l’art teatral, donant lloc a la seva primera pel·lícula, titulada La Fée aux Choux. Guy va realitzar una nova versió el 1901 titulada Sage-femme de première classe, mentre es mantenia al corrent de la investigació d’Étienne Jules Marey i Georges Demenÿ, i aprofitava els errors tècnics per crear els seus primers trucs, utilitzant cachés, la superposició i la projecció de la cinta cap avall.
Va filmar més de mil pel·lícules curtes al llarg de la seva vida, de les quals se'n conserven 350, i fundà diverses productores a França i Estats Units, com Solax Estudis a Flushing, Nova York. Tot i que va lluitar per ser reconeguda internacionalment com a directora, actriu i productora, la història del cinema va esborrar la seva contribució i va atribuir les seves pel·lícules al seu marit, als seus directors de fotografia, a persones anònimes, o bé directament no van ser ni mencionades. Malgrat la marginació que va patir per part dels historiadors pel fet de ser dona, en el context de l'època va ser apreciada i admirada pels professionals del sector.

## Primers anys: Infantesa i Joventut
Els seus pares, Marie Clotilde Franceline Aubert i Emile Guy, eren residents de Xile, on tenien una llibreria i una companyia de publicitat a Santiago i a Valparaíso. A causa d'un brot epidèmic de verola que va arrasar el país entre el 1872 i 1973, Marie i Emile es van emportar els seus quatre fills a viure a Paris, lloc on la directora naixeria poc temps després.
Va passar la seva infantesa entre França, Xile i Suïssa. Poc després de la mort del seu pare al 1891, va iniciar els seus estudis en mecanografia i estenografia per mantenir a la seva família. Al 1894 va començar a treballar per a Felix-Max Richard com a secretaria a la Comptoir général de la photographie. Poc temps després, al 1895, León Gaumont va comprar la companyia i va crear la companyia Gaumont.
Sent una apassionada de la fotografia, es va fer amiga de Frédéric Dellaye, un fotògraf d'avantguarda que li va ensenyar els processos de desenvolupament fotogràfic, l'ús de diferents equips de laboratori i tècniques d'efectes especials. També es va interessar per la fotografia de raigs X de Wilhelm Röntgen.

## Trajectòria

### Gaumont, França (1895-1906)
Inicialment, Alice Guy va exercir de secretària en la companyia de fabricació d'aparells fotogràfics francesa Gaumont des del 1895, però va començar a familiaritzar-se amb nombrosos clients, les estratègies de màrqueting rellevants i l'estoc de càmeres de l'empresa. També va conèixer un bon grapat d'enginyers de cinema pioners, com Georges Demenÿ i els germans Lumière.
Mentres treballava per a Gaumont, va tenir l'oportunitat d'estar present en un esdeveniment dels Lumiére el 22 de març de 1895. Va ser la primera projecció d'una imatge en moviment, un repte que Gaumont i els Lumière (a més d'Edison) competien per resoldre. Van projectar una de les seves primeres pel·lícules, La sortida dels obrers de la fàbrica de Lumière, que només consistia en una escena de treballadors sortint de la planta de Lumière a Lió. Cansada que la pel·lícula capturada només s'utilitzés amb el propòsit científic i /o promocional de vendre càmeres en forma de “pel·lícules demostratives”, Guy va decidir que podria innovar i incorporar elements de narració fictícia al cinema.
Així doncs, l'any següent que els Lumière donessin a conèixer el seu cinematògraf, Alice Guy va suggerir a León Gaumont de provar de rodar una pel·lícula sobre una idea pròpia. Aquesta fou La fada de les cols (1896), la seva primera pel·lícula —i per tant, la primera pel·lícula narrativa de la història del cinema—, l'èxit de la qual va fer que, des d'aquell moment, la companyia passés a ser també productora cinematogràfica i Alice Guy la directora encarregada de rodar tots els seus films de ficció.
De 1896 a 1906, Guy-Blaché va ser el cap de producció de Gaumont. Durant aquesta etapa, produïa dos curts per setmana i va explorar temàtiques com pel·lícules de dansa i viatges, combinant sovint les dues, com s'aprecia a Le Bolero, interpretada per Miss Saharet (1905), i a Tango (1905). Moltes de les primeres pel·lícules de dansa de Guy-Blaché van ser populars en atraccions per a sales de música com les pel·lícules de Serpentine dance. A més, també van ser una base per als catàlegs de pel·lícules de Lumières i Edison.
L'any 1902 fou també pionera en l'ús del primer sistema de sincronia entre imatge i so, el Cronòfon: emprà discs de cera que calia gravar al mateix temps que la càmera rodava. Els films rodats amb aquest sistema primitiu foren anomenats phonoscènes i consistien, principalment, en breus monòlegs còmics, extractes d'operetes i cançons populars. El sistema fou acollit amb molt d'interès per l'Acadèmia de les ciències de París i despertà una certa curiositat pública fins al 1906, però les imperfeccions del sistema el feren inviable a llarg termini.
En aquesta etapa experimental, Guy va crear els seus primers trucs, com la superposició i la projecció de la banda cap avall. Els germans Lumière havien inventat la manera de donar moviment a les imatges, però va ser Alice la que va instal·lar el llenguatge cinematogràfic relacionat amb la intenció narrativa. Al 1906 va filmar La Vida de Crist, un llargmetratge de gran pressupost, amb enregistraments d'exteriors rodats al bosc de Fontainebleau i uns 300 actors extres. Per fer la pel·lícula, es va inspirar en la il·lustrada Bíblia Tissot com a material de referència, que va comptar amb vint-i-cinc episodis i va ser la seva major producció a Gaumont fins aleshores. Aquest any també va dirigir Les Résultats du féminisme, en què Guy juga amb la idea d'un món a l'inrevés, on homes i dones intercanvien els papers, i també els estereotips assignats socialment a cada sexe.
Malgrat els rumors històrics, Guy mai no va treballar amb els germans Lumière perquè, tot i tenir-hi una gran amistat i pertànyer al mateix cercle, inicialment els germans no creien que la gravació d'imatges implicaria la construcció d'històries. Davant la sorpresa de tothom, Guy va tenir èxit i immediatament moltes persones van decidir copiar aquesta professió, per exemple Georges Méliès, Segundo de Chomón o els mateixos germans Lumière.

### Solax, Estats Units (1907-1922)
El 1907 es va casar amb el també director Herbert Blaché-Bolton, un operador de càmera i director recordat per haver rodat The Saphead (1920), el primer llargmetratge de Buster Keaton. La parella tingué al 1908 la seva primera filla, Simone Blaché, fet que aturà momentàniament la carrera d'Alice Guy. Dos anys més tard, després de treballar amb el seu marit per promoure la companyia Gaumont als Estats Units, tots dos es van associar amb George A. Magie en la formació de Solax Company, l'any 1910, la productora i estudi cinematogràfic més gran previ al Hollywood d'Amèrica. Guy va reprendre la seva vida com a directora i destacà en films de comèdia; deixà en alguns d'ells una empremta que avançaria les troballes més subtils del gènere.

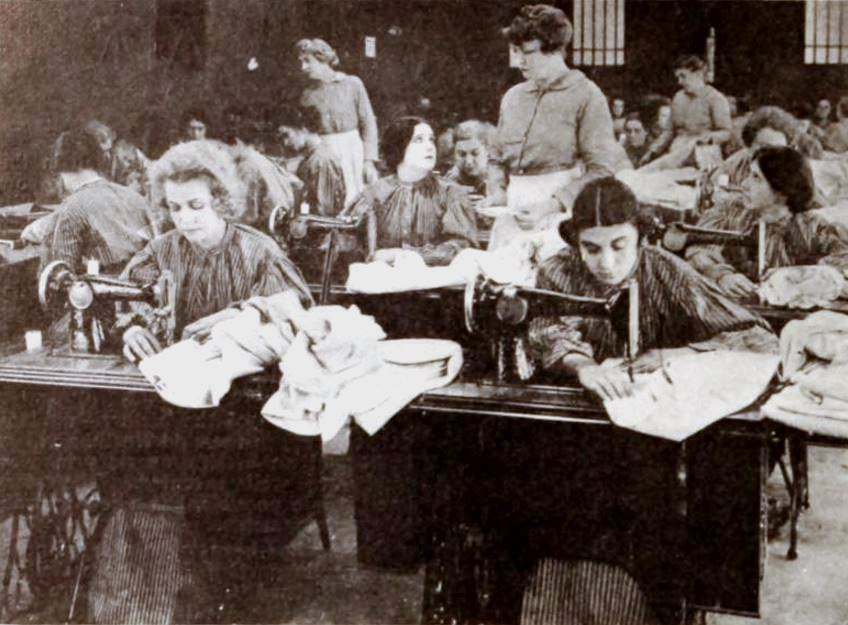
Tarnished Reputations, 1920.

El 1912, a conseqüència de l'èxit de Solax, va invertir 100.000$ per a un estudi nou dins Fort Lee (Nova Jersey), el centre de cinema nord-americà previ a l'establiment d'Hollywood, mentre estava embarassada del seu segon fill, Reginald Blaché. Aquell any va fer la pel·lícula A Fool and His Money, probablement el primer film a tenir un repertori d'actors completament afroamericà. La pel·lícula és ara a l'American Film Institute.
Per centrar-se a escriure i dirigir, Alice Guy va convertir el seu marit en president de Solax el 1913. Poc després de prendre la posició, Herbert Blaché va iniciar una companyia de cinema anomenada Blaché Features, Inc. Durant els anys següents, la parella va mantenir una associació personal i empresarial, treballant junts en molts projectes.
El 1918, Herbert Blaché va abandonar Alice Guy i els seus fills per continuar una carrera a Hollywood. Un any més tard, l'octubre de 1919, la directora va estar a punt de morir a causa de la pandèmia de la grip espanyola mentre filmava la seva pel·lícula final Tarnished Reputations. Després de la seva malaltia, va tornar amb Herbert Blaché a Hollywood, però van viure per separat. Va treballar com a ajudant de direcció de Herbert en les seves dues pel·lícules protagonitzades per Al·la Nazimova.
Guy-Blaché va dirigir la seva última pel·lícula el 1919. El 1921 es va veure obligada a subhastar el seu estudi de cinema i altres béns en fallida. El 1922 la parella es divorcià i, enmig de la crisi, Alice Guy tornà a França, on mai més no aconseguí suport financer per tornar a rodar a causa del fet que, després de l'aventura americana, el seu nom ja havia quedat fora de la indústria.

## Humor i feminisme

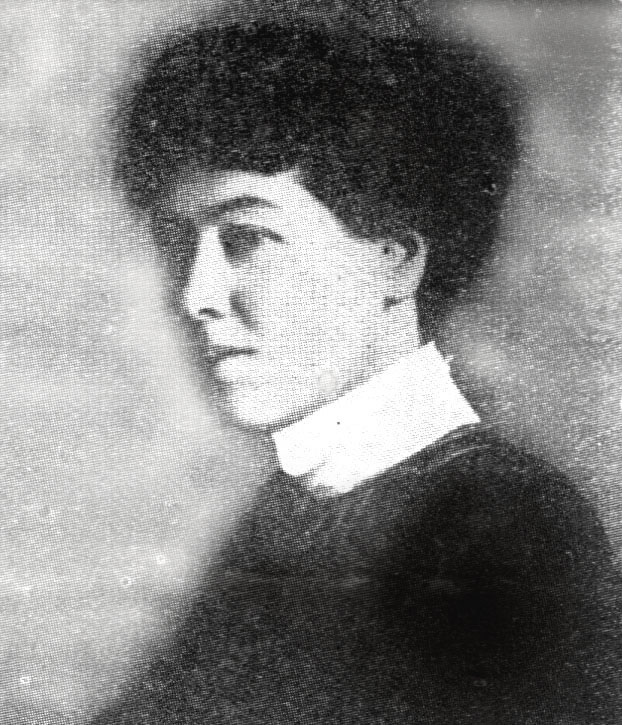
Alice Guy, 1906.

Al llarg d'un miler de pel·lícules, Guy explorà i conreà tots els gèneres, en un terreny verge, el de la narració cinematogràficaː westerns, comèdies, drames, pel·lícules de ciència-ficció, relat històric, narració fantàstica...
Com diu la historiadora Shelley Stamp, la directora estava interessada en el sexisme i sovint feia pel·lícules amb heroïnes femenines actives i aventureres. Al llarg de la seva carrera, va prioritzar subvertir construccions socials i tabús, escrivint pel·lícules que tractessin les convencions de gènere com una estructura social per després desconstruir-les. Va fer diverses pel·lícules de temàtica lleugerament feminista carregades d'humor, en què explorava la comèdia, com Les Résultats du féminisme (1906), La Femme collante (1906) i Madame a des envies (1907), una pel·lícula que protagonitza ella mateixa fent d'una embarassada que intenta satisfer els seus capritxos robant una piruleta a un nen. A l'any 1912 també va produir In the Year 2000, una nova versió de Les Résultats du féminisme que no es conserva actualment.

## Exclusió
El 1913 va escriure Woman's Place in Photoplay Production, un article on denunciava l'exclusió que tenien les dones dins el món del cinema, paral·lela a la conversió del cinema en el negoci rendible i mitjà de comunicació massiu per excel·lència que coneixem.
D'altra banda, tot i que va ser una cineasta prolífica de la indústria cinematogràfica, actualment segueix sent una gran desconeguda dins de la història del cinema. En els darrers anys l'havia preocupat la seva inexplicable absència del registre històric de la indústria i en la seva autobiografia constatava com «la meva joventut, la manca d'experiència, el meu sexe, tot conspirava en contra meva».
El 1964 va tornar als Estats Units amb les seves filles, i hi va voler buscar i recuperar les seves pel·lícules. Va anar a la biblioteca del congrés, a altres arxius cinematogràfics i filmoteques però no va trobar gairebé cap de les seves pel·lícules i algunes de les que va trobar s'amagaven sota noms de direcció dels seus companys.
Va estar en constant comunicació amb els seus col·legues i historiadors del cinema corregint declaracions fetes prèviament i suposadament fàctiques sobre la seva vida. Va escriure llargues llistes de les seves pel·lícules mentre les recordava, amb l'esperança de poder-ne assumir la propietat creativa i obtenir-ne el crèdit legítim. Però va ser debades, perquè l'exclusió no era innocent. De fet, quan el 1930 Léon Gaumont va publicar la història de la seva productora, va decidir començar-la el 1907 i així va ignorar aquella secretària que havia arribat a ser responsable del gruix del negoci de la seva empresa. La fallida de les productores que tenia amb el seu marit i el seu posterior divorci el 1922 també van ajudar a que la seva tasca desaparegués a ulls del gran públic.

## Darrers anys i mort
Alice Guy va morir l'any 1968 amb 94 anys a New Jersey, l'estat en què ella havia canviat el curs de la història de cinema. Està enterrada al cementiri Maryrest.

## Reconeixements i homenatges
El 1953 fou guardonada amb la Legió d'Honor (la distinció francesa més elevada) pel govern francès i al 1957 va ser honorada en una cerimònia de la Cinémathèque Française, tot i que el fet va passar desapercebut per la premsa.
A l'any 1976 es va publicar, en francès, la seva autobiografia, escrita durant la dècada del 1940. Es va traduir a l'anglès una dècada després amb l'ajuda de la seva filla Simone, Roberta Blaché (la seva nora) i de l'escriptor Anthony Slide.
El rescat de la seva figura històrica va començar fa quinze anys, per això no és difícil trobar-la apartada en els llibres més antics del cinema, tot i que cada vegada més està sent normalitzada com a fundadora del cinema d'acord amb els coneixements històrics a partir, sobretot, de 1995-1999.
L'any 1995, la tercera edició de la Mostra Internacional de Films de Dones de Barcelona va dedicar a Alice Guy la seva secció «Memòria», en la qual es van projectar moltes de les seves pel·lícules. A més, la seva neta Adrienne Blaché-Channing va participar en un documental anomenat The Forgotten Garden: The Life and Work of Alice Guy-Blaché, dirigit per Marquise Lepage. També va aparèixer en un documental televisiu de Susan i Christopher Koch titulat Reel Models, dedicat a les dones pioneres en el cinema i emès el 2000.
El 2002, Circle X Theatre de Los Angeles va produir Laura Comstock's Bag-punching Dog, un musical sobre la invenció del cinema, on apareix Alice Guy com un dels personatges principals. El musical està escrit per Jillian Armenante, Alice Dodd i Chris Jeffries. El 2011, la Comissió de Cinema de Fort Lee va fer pressió amb èxit al Sindicat de Directors d'Amèrica (en anglès, Directors Guild of America, o DGA) per acceptar Alice Guy com a membre. Posteriorment, va ser guardonada amb el Special Directorial Award for Lifetime Achievement als honorífics de la DGA de 2011. El 2013, Guy-Blaché va ser introduïda al Saló de la fama de New Jersey.
La seva història també apareix al documental de Pamela B. Green, titulat Be Natural: The Untold Story of Alice Guy, narrat per Jodie Foster. L'obra es va projectar al Festival de Cannes de 2018 en la categoria de clàssics de Cannes.
El setembre del 2019, The New York Times va incloure Alice Guy a la sèrie Overlooked No More. A més, la seva vida serà explicada en una sèrie biogràfica dirigida pel cineasta francès Jean-Jacques Annaud i produïda per Wild Bunch TV. El projecte comptarà amb un repartiment internacional, i es basarà en l'assaig que Emmanuelle Gaume va publicar recentment sobre l'artista.

## Filmografia seleccionada
- La fada de les cols (La Fée aux choux) (1896)[16][41]
- Les Dangers de l'alcoolisme (1899)
- Le Pommier (1902)
- Sèrie de phonoscènes (1902-1906)
- La Esmeralda (1905), basada en la novel·la Nostra Senyora de París, de Victor Hugo.
- Espagne (1905)
- Les Résultats du féminisme (1906).[42]
- La Femme collante (1906)
- La vie du Christ (1906)
- Madame a des envies (1907)
- Fanfan la Tulipe (1907)
- Rose of the Circus (1911)
- Falling Leaves (1912)
- In the Year 2000 (1912)
- A Fool and His Money (1912)
- The Lure (1914)